# Helen Abbot Merrill
Helen Abbot Merrill (30 de março de 1864 – 1949) foi uma matemática estadunidense.

## Biografia
Sua educação formal começou em uma high school em Massachusetts, estudando depois no Wellesley College. De forma não-usual a faculdade do colégio era composta a maior parte por mulheres, incluindo Ellen Hayes. Obteve em 1903 um PhD em matemática na Universidade Yale, orientada por James Pierpont. Em 1920 foi vice-presidente da Mathematical Association of America.
Merrill publicou dois livros-texto com Clara Eliza Smith, Selected Topics in Higher Algebra (Norwood, 1914) e A First Course in Higher Algebra (Macmillan, 1917).
Também escreveu como popularizadora um livro com o título Mathematical Excursions em 1933.